# Андреас Поульсен
Андреас Поульсен (дан. Andreas Poulsen, нар. 13 жовтня 1999, Ікаст) — данський футболіст, захисник клубу «Ольборг» та молодіжної збірної Данії.

## Клубна кар'єра
Народився 13 жовтня 1999 року в місті Ікаст. Вихованець «Мідтьюлланда». 1 грудня 2016 року в матчі проти «Сількеборга» він дебютував у данській Суперлізі. Всього за два сезони у рідному клубі взяв участь у 11 матчах чемпіонату і став чемпіоном Данії 2017/18.
19 червня 2018 року Поульсен за 34 млн данських крон (приблизно 4,5 млн євро) перейшов в менхенгладбаську «Боруссію», підписавши п'ятирічний контракт. Це зробило його найдорожчим підлітком в історії данського футболу. Для отримання ігрової практики Андреас почав виступати за дублюючий склад. У поєдинку Кубка Німеччини проти «Хастедта» Поульсен дебютував за основну команду.
У січні 2020 року Андреас на правах оренди перейшов в «Аустрію» (Відень). До кінця оренди він провів шість матчів за віденців у місцевій Бундеслізі, а також зіграв гру плей-оф за право участь в Лізі Європи.
У лютому 2021 знову був орендований до складу «Аустрії».

## Виступи за збірні
2014 року дебютував у складі юнацької збірної Данії (U-16), загалом на юнацькому рівні взяв участь у 28 іграх, відзначившись 7 забитими голами. В тому числі з командою до 17 років взяв участь у юнацькому чемпіонаті Європи 2017 року в Азербайджані, на якому зіграв у всіх трьох матчах, але збірна не подолала груповий етап.
З 2018 року залучався до складу молодіжної збірної Данії, з якою взяв участь у молодіжному чемпіонаті Європи 2019 року в Італії. На турнірі він був запасним і на поле не вийшов. Всього на молодіжному рівні зіграв у 14 офіційних матчах, забив 1 гол.

## Статистика виступів

### Статистика клубних виступів
| Сезон                   | Команда                    | Чемпіонат               | Чемпіонат | Чемпіонат | Національний кубок | Національний кубок | Національний кубок | Єврокубки | Єврокубки | Єврокубки | Інші змагання | Інші змагання | Інші змагання | Усього | Усього |
| Сезон                   | Команда                    | Ліга                    | Ігор      | Голів     | Ліга               | Ігор               | Голів              | Ліга      | Ігор      | Голів     | Ліга          | Ігор          | Голів         | Ігор   | Голів  |
| ----------------------- | -------------------------- | ----------------------- | --------- | --------- | ------------------ | ------------------ | ------------------ | --------- | --------- | --------- | ------------- | ------------- | ------------- | ------ | ------ |
| 2016–17                 | «Мідтьюлланд»              | СЛ                      | 1         | 0         | КД                 | -                  | -                  | ЛЄ        | -         | -         | -             | -             | -             | 1      | 0      |
| 2017–18                 | «Мідтьюлланд»              | СЛ                      | 7+3       | 0         | КД                 | 2                  | 0                  | ЛЄ        | -         | -         | -             | -             | -             | 12     | 0      |
| Усього за «Мідтьюлланд» | Усього за «Мідтьюлланд»    | Усього за «Мідтьюлланд» | 11        | 0         |                    | 2                  | 0                  |           | -         | -         |               | -             | -             | 13     | 0      |
| 2018–19                 | «Боруссія» (Менхенгладбах) | БЛ                      | 0         | 0         | КН                 | 1                  | 0                  | -         | -         | -         | -             | -             | -             | 1      | 0      |
| Усього за кар'єру       | Усього за кар'єру          | Усього за кар'єру       | 11        | 0         |                    | 3                  | 0                  |           | -         | -         |               | -             | -             | 14     | 0      |

## Титули і досягнення
- Чемпіон Данії (1):

«Мідтьюлланд»: 2017–18
- Володар Кубка Данії (1):

«Сількеборг»: 2023–24